# Johann Georg aus dem Winckel
Johann (Hans) Georg aus dem Winckel (* 1596; † 1639) war ein Geheimer Kriegsrat, Mitglied der Fruchtbringenden Gesellschaft und braunschweig-lüneburgischer Generalwachtmeister und Obrist zu Roß und Fuß.

## Leben und Wirken
Er stammte aus dem Adelsgeschlecht aus dem Winckel und stammte aus der zweiten Ehe von Christoph aus dem Winckel. Er wurde braunschweig-lüneburgischer Generalwachtmeister und Obrist zu Roß und Fuß sowie Geheimer Kriegsrat.
Fürst Ludwig I. von Anhalt-Köthen nahm Johann Georg aus dem Winckel in die Fruchtbringende Gesellschaft auf und verlieh ihm den Gesellschaftsnamen Der Rettende.